# Max Settlage
Max Settlage (sinh ngày 1 tháng 7 năm 1992) là cựu vận động viên trượt băng nghệ thuật người Mỹ gốc Việt. Cùng với đồng đội cũ Madeline Aaron, anh là người giành huy chương đồng Giải Cổ điển CS Mỹ năm 2014, từng hai lần đoạt huy chương đồng đội trẻ quốc gia Mỹ (2015–2016), và nhà vô địch giải trẻ quốc gia Mỹ năm 2014.

## Tiểu sử

### Thân thế và nghề nghiệp
Max Settlage chào đời ngày 1 tháng 7 năm 1992 tại Thừa Thiên–Huế, Việt Nam. Anh được một cặp vợ chồng người Mỹ nhận nuôi rồi cùng họ chuyển tới sinh sống ở Flagstaff, Arizona. Settlage làm họa sĩ truyện tranh kiêm luôn việc vẽ tranh minh họa cho cơ quan quản lý quốc gia về môn thể thao trượt băng nghệ thuật tại Mỹ gọi là U.S. Figure Skating.

### Trượt băng nghệ thuật
Settlage bắt đầu trượt băng năm lên 10 tuổi. Đồng sự trượt băng đôi đầu tiên của anh chính là Caitlin Fields. Trong mùa giải 2007–2008, họ đã giành được huy chương bạc dành cho trẻ vị thành niên tại Giải vô địch Thiếu niên Mỹ và huy chương bạc trung cấp trong mùa giải 2008–2009.
Settlage được huấn luyện viên Dalilah Sappenfield bắt cặp với Madeline Aaron vào tháng 5 năm 2010. Cả hai đều nhảy theo chiều kim đồng hồ rồi chuyển từ Arizona đến Colorado để tập luyện môn này.
Aaron/Settlage bắt đầu thi đấu tại giải ISU Junior Grand Prix vào năm 2011. Họ đã giành được hai huy chương JGP — đồng ở Lake Placid vào năm 2012 và bạc tại Belarus vào năm 2013. Sau khi giành danh hiệu vận động viên trẻ quốc gia Mỹ vào tháng 1 năm 2014, họ được cử tham dự Giải vô địch Vận động viên trẻ Thế giới và đứng thứ năm.
Aaron/Settlage chuyển lên thứ hạng cao trong mùa giải 2014–2015. Họ được chọn đi thi đấu tại Giải Trượt băng Quốc tế Canada năm 2014 sau khi Trương/Bartholomay rút lui. Cặp đôi này giành lấy huy chương thiếc cho vị trí thứ tư tại Giải vô địch Mỹ năm 2015.
Sau khi Settlage bị chấn thương lưng dưới vào tháng 8 năm 2015, cặp đôi này đã bỏ lỡ mất khoảng ba tháng tập luyện. Aaron bị chấn động nhẹ vào mùa hè khi cô ngã theo lượt nhảy mohawk. Cặp đôi này đã quyết định rút lui khỏi sự kiện Grand Prix Cúp Trung Quốc năm 2015, và trở lại tranh tài tại Cúp CS Tallinn năm 2015 với xếp hạng thứ năm. Tại Giải vô địch Mỹ năm 2016, họ đã giành được huy chương thiếc năm thứ hai liên tiếp.
Trong cuộc phỏng vấn vào cuối tháng 6 năm 2016, Aaron/Settlage nói rằng họ dự định sử dụng phiên bản sửa đổi của chương trình ngắn năm 2015–2016 và Scheherazade cho màn trình diễn trượt băng tự do của mình. Họ còn được mời đến dự Giải Trượt băng châu Mỹ năm 2016 nhưng đành phải rút lui khỏi sự kiện này do chấm dứt quan hệ đồng đội. Họ đưa ra thông báo cho giới truyền thông vào ngày 10 tháng 8 năm 2016, trong lúc Settlage cho biết anh vẫn muốn tiếp tục thi đấu nữa.
Settlage còn tái hợp với Winter Deardorff vào cuối tháng 2 năm 2017.